# Lena (Wisconsin)
Lena es una villa ubicada en el condado de Oconto en el estado estadounidense de Wisconsin. En el Censo de 2010 tenía una población de 564 habitantes y una densidad poblacional de 211,01 personas por km².

## Geografía
Lena se encuentra ubicada en las coordenadas 44°57′10″N 88°2′54″O / 44.95278, -88.04833. Según la Oficina del Censo de los Estados Unidos, Lena tiene una superficie total de 2.67 km², de la cual 2.67 km² corresponden a tierra firme y (0.29%) 0.01 km² es agua.

## Demografía
Según el censo de 2010, había 564 personas residiendo en Lena. La densidad de población era de 211,01 hab./km². De los 564 habitantes, Lena estaba compuesto por el 96.63% blancos, el 0% eran afroamericanos, el 1.42% eran amerindios, el 0.18% eran asiáticos, el 0% eran isleños del Pacífico, el 0.18% eran de otras razas y el 1.6% pertenecían a dos o más razas. Del total de la población el 1.77% eran hispanos o latinos de cualquier raza.